# Rho Tucanae
Rho Tucanae (ρ Tuc, förkortat Rho Tuc, ρ Tuc) som är stjärnans Bayerbeteckning, är en dubbelstjärna belägen i den mellersta delen av stjärnbilden Tukanen. Den har en kombinerad skenbar magnitud på 5,38 och är synlig för blotta ögat där ljusföroreningar ej förekommer. Baserat på parallaxmätning inom Hipparcosuppdraget på ca 24,4 mas, beräknas den befinna sig på ett avstånd på ca 134 ljusår (ca 41 parsek) från solen.

## Egenskaper
Primärstjärnan Rho Tucanae A är en gul till vit stjärna i huvudserien av spektralklass F6 V. Den har en massa som är ca 70 procent större än solens massa, en radie som är ca 2,7 gånger större än solens och utsänder från dess fotosfär ca 10 gånger mera energi än solen vid en effektiv temperatur av ca 6 000 K. 
Rho Tucanae är en enkelsidig spektroskopisk dubbelstjärna med en snäv, nästan cirkulär omloppsbana med en period på 4,82 dygn och en excentricitet av 0,02. Den är cirka 2,6 miljarder år gammal och befinner sig i Vintergatans tunna skiva.